# Calipatria (Kalifornija)
Calipatria je grad u američkoj saveznoj državi Kalifornija. Prema popisu stanovništva iz 2010. u njemu je živjelo 7,705 stanovnika.